# Gallium(II)-tellurid
Gallium(II)-tellurid ist eine anorganische chemische Verbindung des Galliums aus der Gruppe der Telluride und neben Gallium(III)-tellurid eines der bekannten Galliumtelluride.

## Gewinnung und Darstellung
Gallium(II)-tellurid kann durch Reaktion von Gallium mit Tellur gewonnen werden.
{\displaystyle \mathrm {Ga+Te\longrightarrow GaTe} }

## Eigenschaften
Gallium(II)-tellurid ist ein Feststoff, der in Form von schwarzen, weichen, fettigglänzenden und leicht zerreibbare Blättchen vorliegt. Er kommt in insgesamt vier verschiedenen Kristallstrukturen vor, wobei die beiden Hauptformen eine monokline Kristallstruktur mit der Raumgruppe C2/m (Raumgruppen-Nr. 12), das sogenannte α-GaTe, bzw. eine hexagonale Kristallstruktur mit der Raumgruppe  P63/mmc (Nr. 194), das sogenannte β-GaTe, haben. In der α-Form ist jedes Galliumatom an ein weiteres Gallium- und drei Telluratome gebunden, so dass sich eine tetraedrische Umgebung ergibt. Jedes Telluratom ist in Gestalt einer trigonalen Pyramide an drei Galliumatome gebunden, so dass insgesamt eine Schichtstruktur resultiert. Die weiteren Formen sind monoklin., kommt jedoch in vier verschiedenen Formen vor. Die β-Form ist metastabil und wandelt sich bei hohen Temperaturen in die α-Form um. Die Verbindung ist ein Halbleiter und zeigt eine Photolumineszenz bei 730 nm.

## Verwendung
Gallium(II)-tellurid wird in der Halbleiterindustrie verwendet.